# Ремдовская волость

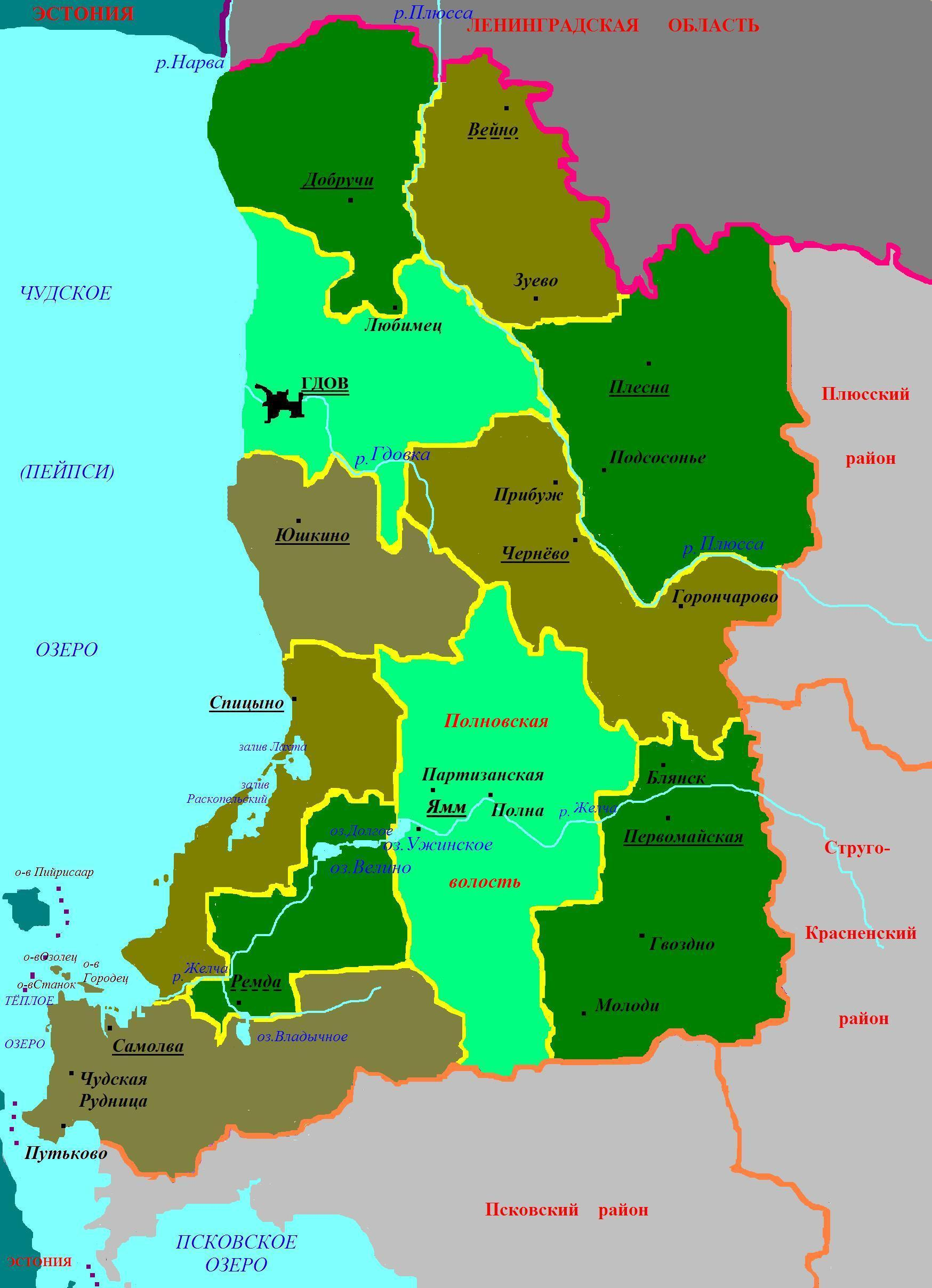
Административное деление Гдовского района (2005)

Ремдовская волость — административно-территориальная единица 3-го уровня в составе Псковского района Псковской области России, существовавшая в 1995—2005 годах. В 2005 году волость была упразднена в пользу сельского поселения «Самолвовская волость».

## Предыстория и Ремдовский сельсовет
Территория бывшей Ремдовской волости на момент 1914 года входила в состав Гдовского уезда Петербургской губернии.
Постановлением Президиума ВЦИК РСФСР от 1 августа 1927 года в составе новообразованного Серёдкинского района (Псковского округа Ленинградской области) были образованы Ремедский, Пнево-Заходский и Самолвовский сельсоветы. В ноябре 1928 года Пнево-Заходский и Самолвовский сельсоветы были объединены в Самолвовский сельсовет.
В 1940 году Ремедский сельсовет был переимеонован в Ремдовский сельсовет. В 1944 году сельсоветы вместе со всем Гдовским районом вошли в состав новообразованной Псковской области. Указом Президиума Верховного Совета РСФСР от 16 июня 1954 года Ремдовский и Самолвовский сельсоветы были объединены в Самолвовский сельсовет. Указом Президиума Верховного Совета РСФСР от 14 января 1958 года Серёдкинский район был упразднён и разделён между Гдовским и Псковским районами. Самолвовский сельсовет (включая бывший Ремдовский) вошёл в состав Гдовского района.
Решением Псковского облисполкома от 19 января 1971 года из части Самолвовского сельсовета был восстановлен Ремдовский сельсовет.

## Ремдовская волость
Постановлением Псковского областного Собрания депутатов от 26 января 1995 года территории сельсоветов были переименованы в волости, в том числе Ремдовский сельсовет был наименован как Ремдовская волость.

## Население
Численность населения Ремдовской волости по переписи населения 2002 года составила 488 жителей (по оценке на начало 2001 года — 410 жителей).

## Населённые пункты
Список населённых пунктов Ремдовской волости в 1995—2005 годах:
| #  | деревня      | 2000 г., чел. | 2002 г., чел. |
| -- | ------------ | ------------- | ------------- |
| 1  | Великуша     | 32            | 43            |
| 2  | Ветеря 1     | 9             | 13            |
| 3  | Ветеря 3     | 15            | 25            |
| 4  | Вязовицы     | 1             | 6             |
| 5  | Гашково      | 18            | 20            |
| 6  | Гологляг     | 2             | 2             |
| 7  | Голодуша     | 12            | 11            |
| 8  | Горка        | 13            | 12            |
| 9  | Гребенёво    | 16            | 22            |
| 10 | Заболотье    | 7             | 5             |
| 11 | Заходы       | 2             | 6             |
| 12 | Кола         | 1             | 3             |
| 13 | Коровье Село | 0             | 9             |
| 14 | Низовицы     | 67            | 64            |
| 15 | Новоселье    | 4             | 6             |
| 16 | Озера        | 5             | 24            |
| 17 | Ореховцы     | 14            | 19            |
| 18 | Пископово    | 4             | 8             |
| 19 | Ремда        | 188           | 190           |

					В 2005 году, согласно Закону Псковской области «Об установлении границ и статусе вновь образуемых муниципальных образований на территории Псковской области» от 28 февраля 2005 года № 420-ОЗ, Ремдовская волость была упразднена в пользу Самолвовской волости.